# Літтл-Рівер (Південна Кароліна)
Літтл-Рівер (англ. Little River) — переписна місцевість (CDP) в США, в окрузі Горрі штату Південна Кароліна. Населення — 11 711 особа (2020).

## Географія
Літтл-Рівер розташований за координатами 33°52′50″ пн. ш. 78°38′26″ зх. д. / 33.88056° пн. ш. 78.64056° зх. д. (33.880648, -78.640489).  За даними Бюро перепису населення США в 2010 році переписна місцевість мала площу 28,04 км², з яких 27,14 км² — суходіл та 0,90 км² — водойми.

## Демографія
Згідно з переписом 2010 року, у переписній місцевості мешкало 8960 осіб у 4430 домогосподарствах у складі 2584 родин. Густота населення становила 320 осіб/км².  Було 7004 помешкання (250/км²).
Расовий склад населення:
| - 89,0 % — білих - 6,6 % — чорних або афроамериканців - 0,9 % — азіатів - 0,5 % — корінних американців - 1,7 % — осіб інших рас |

До двох чи більше рас належало 1,3 %. Частка іспаномовних становила 3,2 % від усіх жителів.
За віковим діапазоном населення розподілялося таким чином: 13,1 % — особи молодші 18 років, 57,9 % — особи у віці 18—64 років, 29,0 % — особи у віці 65 років та старші. Медіана віку мешканця становила 54,1 року. На 100 осіб жіночої статі у переписній місцевості припадало 92,9 чоловіків;  на 100 жінок у віці від 18 років та старших — 92,0 чоловіків також старших 18 років.
Середній дохід на одне домашнє господарство  становив 59 407 доларів США (медіана — 49 356), а середній дохід на одну сім'ю — 71 618 доларів (медіана — 63 815). Медіана доходів становила 50 275 доларів для чоловіків та 34 141 долар для жінок. За межею бідності перебувало 8,7 % осіб, у тому числі 10,4 % дітей у віці до 18 років та 0,9 % осіб у віці 65 років та старших.
Цивільне працевлаштоване населення становило 4687 осіб. Основні галузі зайнятості: мистецтво, розваги та відпочинок — 21,3 %, роздрібна торгівля — 19,7 %, освіта, охорона здоров'я та соціальна допомога — 12,5 %, науковці, спеціалісти, менеджери — 8,6 %.